# چریسانو
چریسانو (به ایتالیایی: Cerisano) یک کومونه در ایتالیا است که در استان کزنتزا واقع شده‌است.

## خصوصیات
چریسانو ۱۵٫۱۹ کیلومترمربع مساحت و ۳٬۲۷۵ نفر جمعیت دارد و ۶۵۰ متر بالاتر از سطح دریا واقع شده‌است.